# Liste der Biografien/Lif
Liste der Biografien |
Portal Biografien |
Personensuche
# |
A |
B |
C |
D |
E |
F |
G |
H |
I |
J |
K |
L |
M |
N |
O |
P |
Q |
R |
S |
T |
U |
V |
W |
X |
Y |
Z |
?
 
La |
Lb |
Lc |
Le |
Lg |
Lh |
Li |
Lj |
Ll |
Lm |
Lo |
Lp |
Lt |
Lu |
Lv |
Lw |
Lx |
Ly |
Lz
 
Lia |
Lib |
Lic |
Lid |
Lie |
Lif |
Lig |
Lih |
Lii |
Lij |
Lik |
Lil |
Lim |
Lin |
Lio |
Lip |
Liq |
Lir |
Lis |
Lit |
Liu |
Liv |
Liw |
Lix |
Liy |
Liz
Die Liste der Biografien führt alle Personen auf, die in der deutschsprachigen Wikipedia einen Artikel haben. Dieses ist eine Teilliste mit 37 Einträgen von Personen, deren Namen mit den Buchstaben „Lif“ beginnt.

## Lif
- Lif, Åsa (* 1990), schwedische Biathletin

### Lifa
- Lifanow, Igor Romanowitsch (* 1965), russischer Schauspieler
- Lifar, Sergei Michailowitsch (1905–1986), russischer Tänzer und Choreograf

### Lifc
- Lifchitz, Deborah (1907–1942), polnische bzw. französische Linguistin und Ethnologin

### Life
- Lifeson, Alex (* 1953), kanadischer MusikerAlex Lifeson (* 1953)

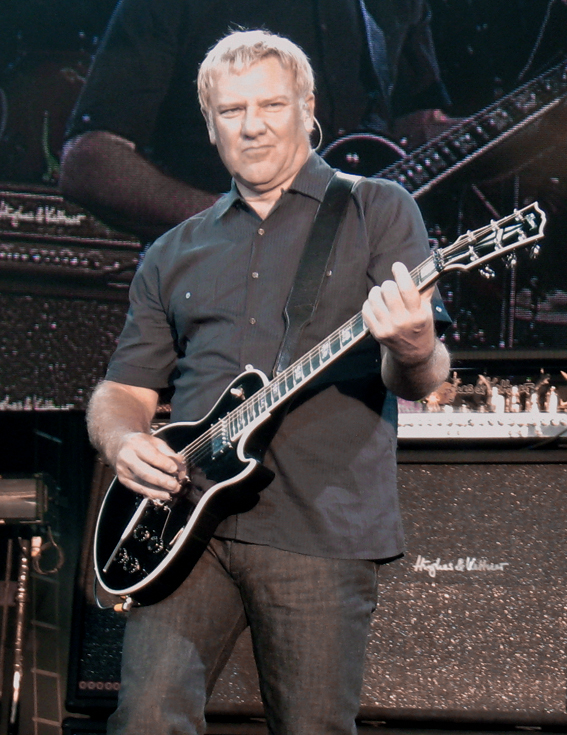
Alex Lifeson (* 1953)

- Lifezis, Anna (1902–1987), österreichische Literaturagentin und Übersetzerin

### Liff
- Liffers, Bernd (* 1958), deutscher Kirchenmusiker und Organist
- Liffiton, David (* 1984), kanadischer Eishockeyspieler
- Liffner, Eva-Marie (* 1957), schwedische Journalistin und Schriftstellerin

### Lifi
- Lifij, Hüseyin Avni (1886–1927), osmanisch-türkischer Maler
- Lifits, Michail (* 1982), deutsch-usbekischer Pianist

### Lifj
- Lifjell, Ole-Henrik Bjørkmo (* 1994), norwegisch-samischer Politiker und Musiker

### Lifk
- Lifka, Aleksandar (1880–1952), jugoslawischer Filmemacher mit tschechischen Wurzeln
- Lifka, Erich (1924–2007), österreichischer Schriftsteller

### Lifo
- Lifontow, Maxim (* 1986), kasachischer Rugby-Union-Spieler

### Lifs
- Lifschitz, Boris (1879–1967), Schweizer Rechtsanwalt
- Lifschitz, Jehoschua Mordechai (1829–1878), Lexikograph und Linguist, Theoretiker der jiddischen Bewegung
- Lifschitz, Konstantin (* 1976), russisch-schweizerischer Pianist
- Lifschitz, Lior (* 1984), israelischer Basketballspieler
- Lifschitz, May Simón (* 1995), dänisches Model und Schauspielerin
- Lifschitz, Michail Alexandrowitsch (1905–1983), sowjetischer marxistischer Literaturkritiker und Kunstphilosoph
- Lifschitz, Michail Anatoljewitsch (* 1956), russischer Mathematiker und Hochschullehrer
- Lifschitz, Vladimir (* 1947), russisch-US-amerikanischer Mathematiker, Logiker und Informatiker
- Lifschiz, Ilja Michailowitsch (1917–1982), sowjetischer Theoretischer Physiker, Festkörperphysiker, Polymerphysiker und Hochschullehrer
- Lifschiz, Jewgeni Michailowitsch (1915–1985), sowjetischer Physiker
- Lifschiz, Wladimir Jakowlewitsch (* 1938), sowjetischer Wissenschaftler, Sachbuchautor, Trainer und Badmintonspieler
- Lifschütz, Alexander (1890–1969), deutscher Politiker (parteilos)
- Lifschütz, Isaac (1852–1938), deutscher Chemiker
- Lifshits, Moshe (1894–1940), Journalist, Übersetzer, Dramaturg und jiddischer Dichter
- Lifshitz, Asaf (1942–2025), israelischer Bildhauer
- Lifshitz, Chava (1936–2005), österreichisch-israelische Chemikerin
- Lifshitz, Daniel (* 1988), israelisch-schwedischer Fußballtorhüter
- Lifshitz, Sébastien (* 1968), französischer Drehbuchautor und Regisseur
- Lifson, Shneior (1914–2001), israelischer Chemiker

### Lift
- Liftl, Franz (1864–1932), österreichischer Musiker und Komponist
- Lifton, Richard P. (* 1953), US-amerikanischer Nephrologe
- Lifton, Robert (* 1926), US-amerikanischer Psychiater und Autor